# Giles Martin
Giles Martin, född 9 oktober 1969 i London, är en brittisk skivproducent, låtskrivare och musiker. Han är son till den berömde brittiske skivproducenten George Martin. Trots att fadern avrådde honom från en karriär inom musikbranschen, blev han så småningom producent, där hans första större framgång var med det brittiska bandet Kula Shaker. Han har senare arbetat med att producera och mixa skivor av Jeff Beck, Elvis Costello, INXS och Kate Bush. Martin producerade 2004 Hayley Westenras multi-platinaalbum Pure, det snabbast säljande klassiska musikalbumet någonsin i Storbritannien.

## Producerade album
- 2007      Paco Peña - Requiem
- 2007      Kim Richey - Chinese Boxes (Vanguard)
- 2004/6	Love - The Beatles (Apple/Cirque du Soleil/MGM/EMI)
- 2004/5	Hayley Westenra – Odyssey (Universal/Decca)
- 2004	Willard White – My Way (Sony/BMG)
- 2003	Hayley Westenra – Pure (Universal/Decca)
- 2002	Party at the Palace – Liveshow, CD- och DVD-utgåvor (EMI/Virgin)
- 2000/1	The Alice Band (Instant Karma/Sony)
- 1997	Monorail (Edel)
- 1996/7	In My Life (Echo/MCA)
- 1996/7/8	Velvet Jones (Naked)
- 1996	Paramount Television
- 1996	The Beatles Anthology (EMI/Apple)
- 1996	Monorail (Edel)
- 1995	The Great Music Experience
- 1995	The Choir (BBC)
- 1995	The Glory of Gershwin (Mercury)
- 1994	My Life Story (osignad)
- 1994	The K’s (also known as Kula Shaker)(GUT)